# ليونيل وايت
ليونيل وايت (بالإنجليزية: Lionel White)‏ (9 نوفمبر 1850 في المملكة المتحدة - 25 يونيو 1917 في المملكة المتحدة) هو لاعب كريكت بريطاني (وحمل سابقاً جنسية المملكة المتحدة لبريطانيا العظمى وأيرلندا). لعب مع Kent County Cricket Club ‏.

## وصلات خارجية
- ليونيل وايت على موقع إي آس بي آن كريك إنفو (الإنجليزية)